# Шахта «Центральна» (Торецьк)
ДП «Шахта "Центральна"» — вугільна шахта міста Торецьк, найдавніша шахта міста, Донбасу та України. Входить до ВО «Торецьквугілля». Заснована 1860 року, вона є найстаршою діючою вугільною шахтою Донбасу та всієї України.
Адреса: 85200, вул. Історична, 5, м. Торецьк, Донецька область.

## Історія шахти
Історична шахта, початково носила назву Щербинівського центрального рудника. Стала до ладу у 1860 році.

### Початок XX ст.[6]
Щербинівський кам'яновугільний рудник розташований поблизу ст. Кривий-Торець. При руднику була побудована коксувальна фабрика з 70 печей системи Corvé. Продуктивність рудника в 1900 році сягнула понад 20 млн пудів вугілля. Рудник був орендований на початку 1895 року у селян Щербинівки терміном на 30 років. Перша шахта - центральна, закладена в жовтні 1895 року. Родовище складалося з 5 круто-падаючих (під кутом 40°) кам'яновугільних пластів. Потужність пластів в 1900 році була: Товстий -1.40 м., Пугачевка- 90 см., Аршинка - 70 см., Мазурка -1,12 м., про 5-ий пласт відомостей в 1900 році не було. Глибина центральної шахти була до першого горизонту - 220 м., до другого - 370 м., до третього - 520 м. На руднику була вуглепід'ємна машина заводу La Meuse (горизонтальна з золотниковим розподілом пара). Кліти були залізні, двоповерхові, вміщували по 4 вагони на кожному поверсі при повному корисному навантаженні до 5,2 тонн. З центральної шахти водовідлив здійснювався підземним насосом придбанним на бельгійському заводі Electricité et Hydraulique Société Anonyme à Charleroi. Правління товариства в 1900 році перебувало в Парижі, а директор-розпорядник - інженер С. С. Маціарлі-де-Деллінесті знаходився в Харкові.

### XX ст.
В роки Німецько-радянської війни шахта зруйнована, відновлена в 1948 року, після чого пройшла кілька етапів реконструкції і технічного переозброєння: 1951 — 1970 роки — поглиблення всіх 3-х стволів, підготовка нового горизонту 816 м, реконструкція повітряно-силового господарства, вентилятора головного провітрювання, дегазації, диспетчерського зв'язку. Згодом реконструйована у 1988 році.
Максимальний річний видобуток шахти припадає на 1955 — 1961 роки, коли становив 1 млн тонн. 1960 року з нагоди 100-річчя шахта нагороджена орденом Трудового Червоного Прапора. Плани дев'ятої (1971—1975 роки) і десятої (1976—1980 роки) п'ятирічок колектив шахти виконав успішно: 469 000 тонн і 433 000 тонн — відповідно на 101,4 та 103,7 %. За це шахта тричі визнавалася переможцем у Всесоюзному змаганні.
З 1988 виробнича потужність — 405 тис. тон на рік. Фактичний видобуток 1171/1135 т/добу (1990/1999). У 1994—1995 роках на шахті тривав спад обсягів виробництва. У квітні, травні і червні 1994 року забезпеченість лісом для кріплення склала 39.7 %, а металевим арочним кріпленням — 15.9 %. З липня 1996 року шахтарі страйкували разом з іншими шахтарями Донбасу впродовж 4 місяців, протестуючи проти затримок видачі заробітної плати. Підтримували тільки забої. Заборгованість кредиторам шахти склала понад 24 млн грн., а заборгованість працівникам по заробітній платі з травня по грудень 1996 року сягнула 1,2 млн грн.
Впродовж 1997—1978 років здійснено інженерно-технічні заходи з концентрації очисних і підготовчих робіт. Кількість забоїв зменшили до 6, 2 очисні забої обладнані щитовими агрегатами 2АНШ і до 1999—2003 роки оснащено по 3 механізовані лави, використовуються й відбійні молотки. Плани з видобутку вугілля впродовж 1999 і 2002 року виконала достроково. З 2000 року заробітна плата шахтарів виплачується без перебоїв. На шахті найвища продуктивність праці в об'єднанні «Торецьквугілля».
Максимальна глибина в 1990—1999 роках — 1 026 м. Шахтне поле розкрите 4 вертикальними стволами і поверховими квершлагами на горизонтах 516, 916, 1026 і 1146 м. У 1990/1999 роках розроблялися пласти середньою потужністю 1,2/1,3 м, кути падіння 55-60°. У 2003 році видобуто 270 тис. тон вугілля.

### Сучасність
У 2003 році розроблялись пласти m3, lв
7, l3, k6, kв+н
3, k2². Пласт k2² небезпечний, а k6 загрозливий за раптовими викидами.
2010 року шахта відзначила своє 150-річчя. Шахта веде видобуток з горизонту 1200 м, 5 вибоями, з них 3 механізовані.
У 2020 році розроблялися також пласти l5 і l6 горизонту 1146 м.
Під час боїв за Торецьк шахта «Центральна» була повністю перетворена на руїни.

### Аварії
- 16 грудня 1915 року на шахті «Центральна» трапився вибух метану, при якому постраждало 44 людини. Вибух забрав життя 25 шахтарів, 23 загинули в шахті, двоє  померли в лікарні[7]. Розслідуванням причин вибуху займався Скочинський Олександр Олександрович.
- 4 січня 2009 року о 4 годині ранку стався вибух метану. Опіки отримали 8 гірняків[8].
- 18 березня 2008 року в камері живлення вугільного завантаження на горизонті 1100 м від отруєння метаном загинув працівник та ще один у важкому стані госпіталізований до центральної міської лікарні
- З 2000 року на шахті ведуться роботи з будівництва горизонту 1146 м. Розкриття цього горизонту дозволить продовжити роботу шахти до 2028 року[9]. Втім 4 січня 2009 року на цьому горизонті відбувся спалах газоповітряної суміші без наступного горіння.

## Галерея зображень

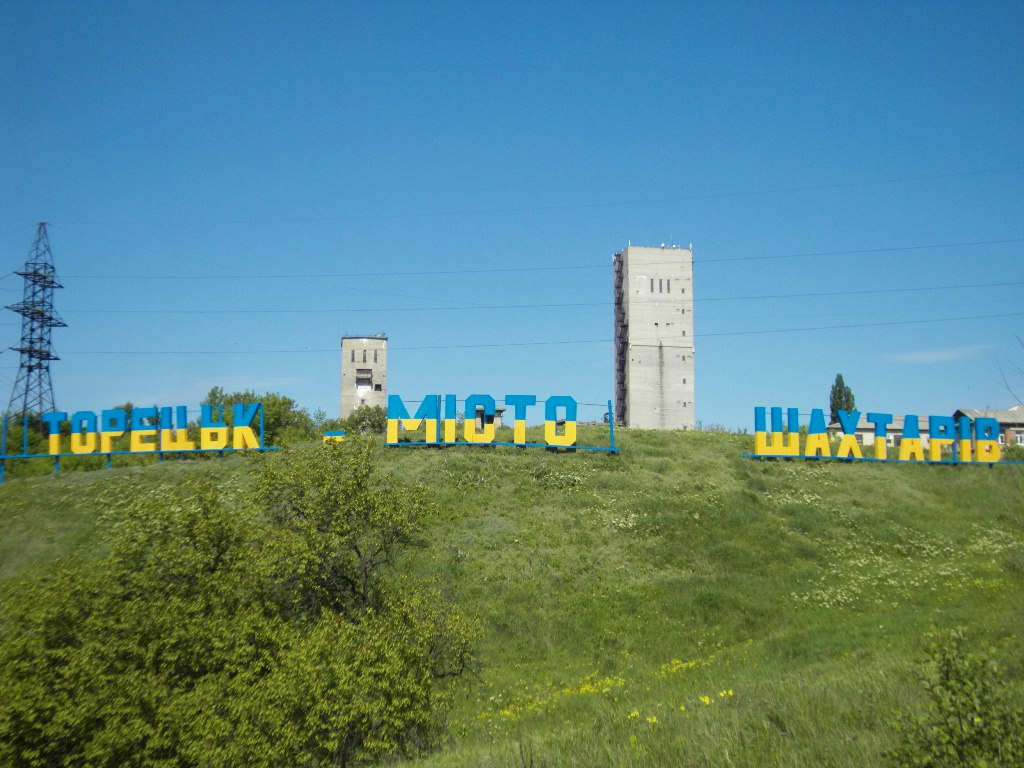
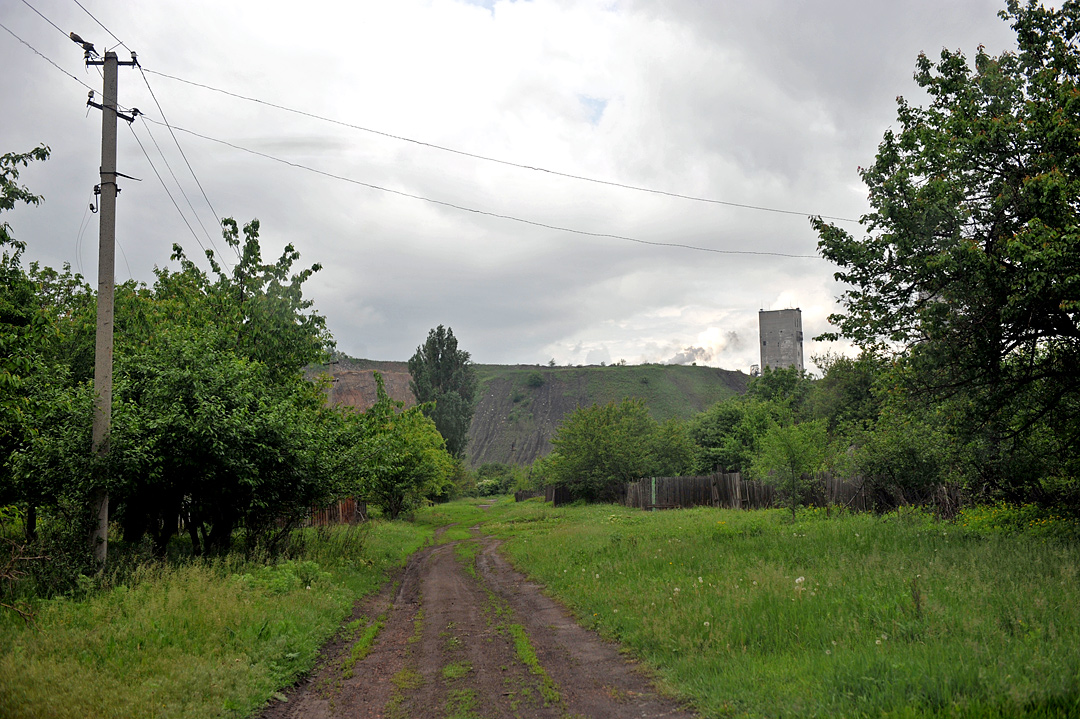
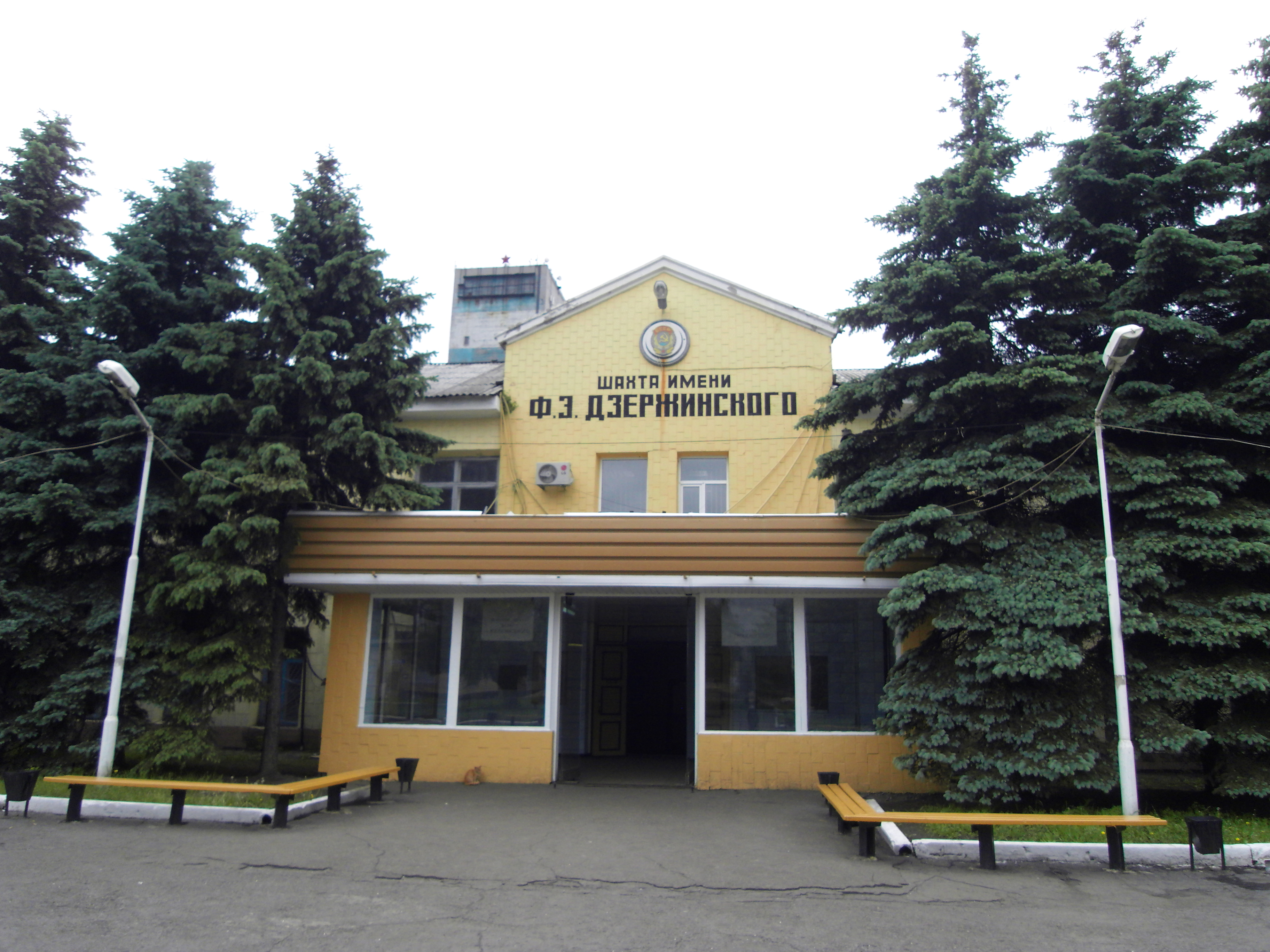

## Персоналії
- Мойсеєнко Петро Анісимович — один з перших російських робітників-революціонерів, з травня 1902 року працював теслярем на Центральному руднику Щербинівки.
- Забійники шахти ім. Дзержинського Степан Кирилович Рябошапка і Захар Устинович Козодоєв — перші стаханівці міста, у передвоєнні і перші повоєнні роки встановлювали рекорди вуглевидобутку.